# Aleksander Skrobacz
Aleksander Skrobacz (ur. 11 listopada 1933 w Krzemienicy, zm. 2024) – polski działacz partyjny i państwowy, w latach 1975–1983 wicewojewoda gdański.

## Życiorys
Syn Andrzeja i Antoniny. Działał w Związku Młodzieży Polskiej, w 1963 wstąpił do Polskiej Zjednoczonej Partii Robotniczej. Absolwent Centralnej Szkoły Partyjnej przy KC PZPR (1970), zdobył wykształcenie wyższe. Od 1975 do 1982 pełnił funkcję wicewojewody gdańskiego. Jednocześnie związany z Komitetem Wojewódzkim PZPR w Gdańsku, zajmował w nim stanowisko członka Komisji Rolnej, a od 1975 do 1978 członka egzekutywy. Od maja 1982 do 1990 kierował Wojewódzkim Ośrodkiem Postępu Rolniczego w Lubaniu, zaś od 1984 do 1993 przewodniczył Towarzystwu Przyjaciół Muzeum Hymnu Narodowego w Będominie.
Został odznaczony Krzyżem Oficerskim Orderu Odrodzenia Polski.